# Орден «Независимость» (Азербайджан)
Орден «Независимость» (азерб. «İstiqlal» ordeni) — орден Азербайджана. Утверждён Президентом Азербайджанской Республики Гейдаром Алиевым 6 декабря 1993 года законом под номером №754.

## Статутордена
1. Орденом Азербайджанской Республики «Независимость» награждаются граждане Азербайджанской Республики:
- за исключительные заслуги в национально-освободительном движении в Азербайджанской Республике;
- за особо выдающиеся заслуги перед государством и народом Азербайджанской Республики;
- за особые заслуги в работе национально-государственному строительству Азербайджанской Республики.

2. Орден «Независимость» носится на левой стороне груди и при наличии других орденов и медалей Азербайджанской Республики располагается перед ними.

## Описание ордена
Орден «Независимость» состоит из двух восьмиконечных звезд, наложенных друг на друга, одна из которых развернута вокруг оси, с гладкими двойными лучами.
В центре верхней звезды имеется округлая пластина, покрытая голубой эмалью. На пластине изображена птица с раскрытыми крыльями, а между крыльями изображена вышеуказанная восьмиконечная звезда. Над звездой, между крыльями, по всей окружности написано «İstiqlal» (Независимость). Изображение птицы, звезды и надпись позолочены и имеют выпуклую форму.
Поверхность оборотной стороны гладкая, а в центре выгравированы серия и номер ордена.
В комплект ордена входит:
- для ношения на шее: лента голубого оттенка с 6 золотистыми линиями, шириной 37 мм., орден размером 50 мм.;
- орден соединяется при помощи крючка и петли со срезанной вниз под углом металлической пластиной голубого цвета (Pantone: 3005 C) размером 37 мм. х 50 мм., имеющий элемент для крепления к одежде, срезанный вниз под углом, прикрепленный с помощью крючка и петли к ленте голубого оттенка, с шестью наклонными золотистыми полосами размером 37 мм. х 50 мм., орден размером 35 мм. К верхней части муаровой ленты прикреплена серебристая пластина размером 40 мм. х 5 мм.;
- элемент для крепления к одежде: колодка голубого оттенка 2 штуки размером 37 мм. х 10 мм. К одной из колодок прикреплена металлическая дощечка желтого цвета размером 17 мм. х 6 мм. На металлической дощечке имеется округлый элемент темно-красного цвета с парной желтой линией.

| Описание ордена «Независимость» |  |
|                                 |  |

### Планки
- (до 2009 года)
- (для ношения на груди; с 2009 года)
- (для ношения на шее; с 2009 года)

## Награждённые орденом
Ордена «Независимость» удостоены 73 человека. Среди них были лица как 9-й Президент Турции Сулейман Демирель, 2-й Президент Украины Леонид Кучма, 2-й Президент Грузии Эдуард Шеварднадзе, Президент Румынии 1990-1996 и 2000-2004 гг. Ион Илиеску и Премьер-министр Азербайджана 1996-2003 и 2003- 2018 гг. Артур Расизаде.